# 康韋 (佛羅里達州)
康韋（英語：Conway）是位於美國佛羅里達州橙縣的一個人口普查指定地區。

## 地理
康韋的座標為28°29′52″N 81°19′59″W / 28.49778°N 81.33306°W，而該地最高點為海拔高度33米（即108英尺）。

## 人口
根據2010年美國人口普查的數據，康韋的面積為9.30平方千米，當中陸地面積為8.90平方千米，而水域面積為0.40平方千米。當地共有人口13467人，而人口密度為每平方千米1,448人。